# Mikko Heiniö
Mikko Kyösti Heiniö, född 18 maj 1948 i Tammerfors, är en finländsk tonsättare och musikforskare.
Heiniö studerade musikvetenskap vid Helsingfors universitet samt vid Sibelius-Akademin pianospel för Liisa Pohjola och komposition för Joonas Kokkonen (diplom 1977), därpå komposition för Witold Szalonek i Berlin. Han blev filosofie doktor 1984 och var professor i musikvetenskap vid Åbo universitet 1985–2005. Han blev även huskompositör vid Åbo stadsorkester 1997. Han har haft en framträdande roll inom flera musikorganisationer. Han blev ordförande för Finlands tonsättare 1992 och har innehaft viktiga poster i Suomen sinfoniaorkesterit, Teosto och Stiftelsen för främjande av skapande tonkonst.
Som komponist har Heiniö betecknats som en postmodernist, som eftersträvar god kommunikation med lyssnaren. Produktionen omfattar symfonierna Possible Words (1987) och Nattens och kärlekens sånger (1998) samt konserter för olika instrument; i den sjunde pianokonserten Khora (2001) är dansteatern (Tina Lindfors) ett viktigt element. Dessutom har han skrivit kammarmusik, solo- och körsånger samt kyrkooperan Riddaren och draken (Bo Carpelan, 2000). 
Bland Heiniös publikationer märks bland annat  Innovaation ja tradition idea (dissertation, 1984), Vår tids finländska tonsättare och deras bakgrund (svensk översättning Caterina Stenius, 1986), Suomalaisia säveltäjiä (jämte andra, 1994), Suomen musiikin historia (tillsammans med Fabian Dahlström och Erkki Salmenhaara, Fakta Finlandia-priset 1997), Sanat sävelistä (1997) och Karvalakki kansakunnan kaapin päällä (1999).